# SN 2006gc
SN 2006gc – supernowa typu II odkryta 18 września 2006 roku w galaktyce UGC 3219. W momencie odkrycia miała maksymalną jasność 18,20m.